# Aydoğmuş, Güneysınır
Aydoğmuş là một thị trấn thuộc huyện Güneysınır, tỉnh Konya, Thổ Nhĩ Kỳ. Dân số thời điểm năm 2011 là 373 người.